# Валок (косовиця)

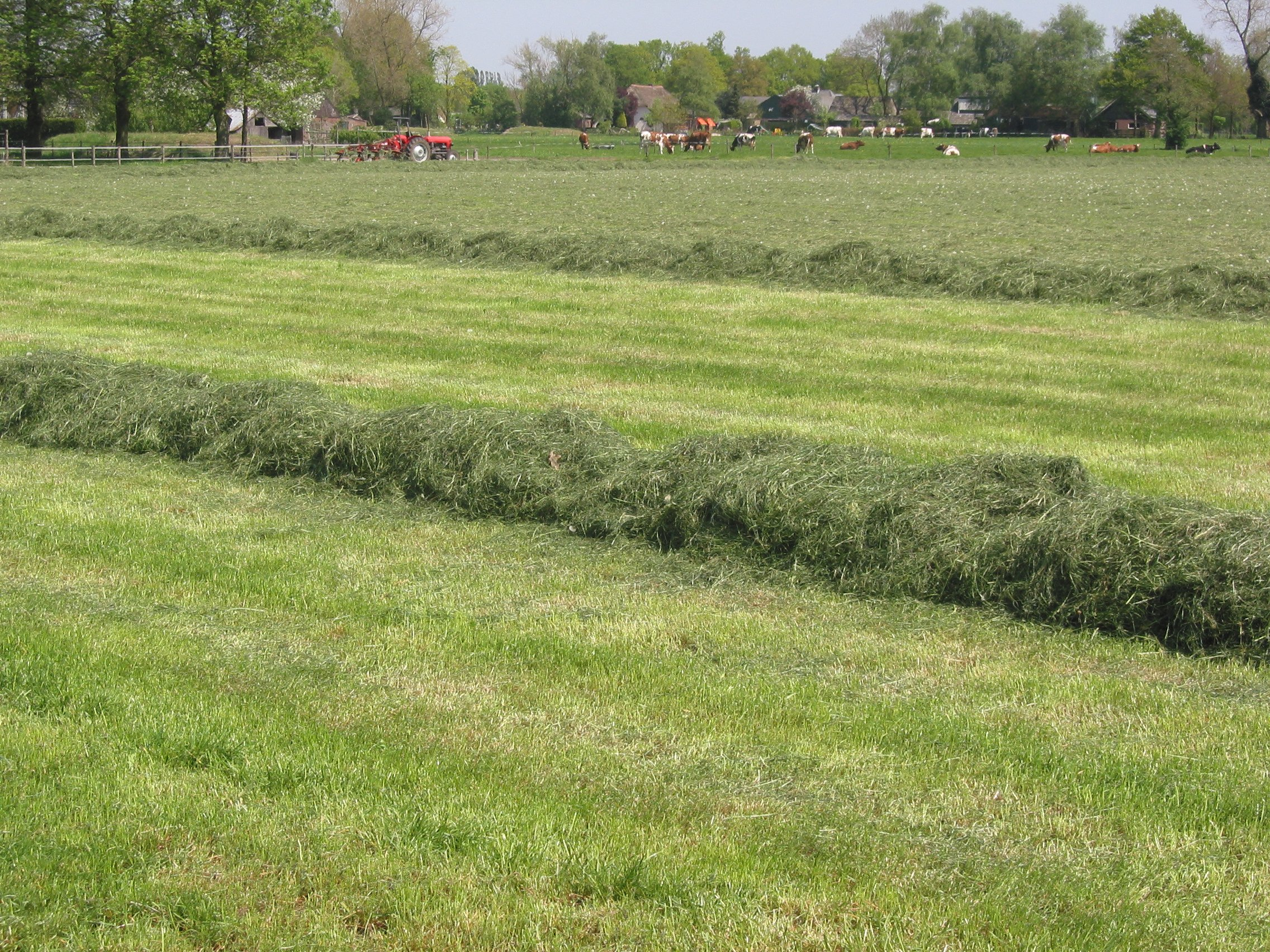
Валок скошеної трави, призначеної для силосування

Вало́к, вал — довга купа, в яку згрібається сіно під час косовиці. Валки утворюються з покосів (прокосів) — зрізаних косою чи косаркою широких смуг трави. Операція з формування валків називається валкуванням, її виконують граблями. Для механізованого валкування використовують тракторні граблі. У разі застосування косарок-плющилок, зрізання трави й украдання валка може відбуватися одночасно.
Готові валки можуть копичити (збирати копиці), і далі стогувати, чи формувати з них тюки за допомогою прес-підбирачів.